# Вулиця Корейська (Львів)
Вулиця Коре́йська — вулиця в Личаківському районі Львова, у місцевості Знесіння. Пролягає від вулиці Новознесенської до вулиці Зубрицького.
Прилучаються вулиці Поворотна, Корецька, Миргородська, Черника, Горіхова, Теребовельська і Милятинська.

## Історія
Вулиця виникла у складі селища Знесіння, не пізніше 1931 року отримала назву вулиця Просвіти (інший варіант назви — Просвітна). У 1933 році перейменована на вулицю Огоновських, на честь голів Товариства «Просвіта» Омеляна та Петра Огоновських. Сучасну назву отримала у 1950 році, на думку львівського дослідника топоніміки Ігоря Мельника, на честь зближення СРСР із Північною Кореєю.
Забудована одно- та двоповерховими приватними конструктивістськими будинками 1930-х років.